# 韓栄実
韓 栄実（ハン・ヨンシル、朝鮮語: 한영실、1957年 11月14日 - ）は、大韓民国の淑明女子大学校教授。

## 学歴
- 淑明女子大学校 食品栄養学科

## 経歴
- 2008年 9月 〜 2012年 : 淑明女子大学校 17代 総長